# Alessandro Grimaldi (peintre)
Pour l’article homonyme, voir Alessandro Grimaldi (doge).
Alessandro Grimaldi (Rome, actif de 1630 à 1663) est un peintre et graveur italien baroque du XVIIe siècle.

## Biographie
Alessandro Grimaldi, fils de  Giovanni Francesco Grimaldi, a été son élève  et  l'a assisté aussi bien dans la peinture et que dans la gravure.

## Œuvres
- Paysage avec une rivière un pêcheur, un personnage et un chien à proximité,